# Макналти, Брэндон
Брэндон Александр Макналти (англ. Brandon Alexander McNulty род. 2 апреля 1998, Финикс) — американский профессиональный шоссейный велогонщик, выступающий с 2020 года за команду мирового тура «UAE Team Emirates».

## Достижения
2015
1-й  Чемпион США — Индивидуальная гонка (юниоры)
1-й  Велогонка Мира (юниоры) — Генеральная классификация
1-й — Этап 2a (ИГ)
2-й Тур Абитиби (юниоры) — Генеральная классификация
1-й — Этапы 1 и 3 (ИГ)
3-й  Чемпионат мира — Индивидуальная гонка (юниоры)
2016
1-й  Чемпион мира — Индивидуальная гонка (юниоры)
1-й  Чемпион США — Индивидуальная гонка (юниоры)
1-й  Тур Абитиби (юниоры) — Генеральная классификация
1-й — Этап 3 (ИГ)
1-й  Трофей Карлсберга (юниоры) — Генеральная классификация
1-й — Этап 2b (ИГ)
2017
1-й  Чемпион США — Индивидуальная гонка U23
2-й  Чемпионат мира — Индивидуальная гонка U23
3-й Тур Эльзаса  — Генеральная классификация
1-й — Пролог (КГ)
2018
3-й Тур Эльзаса  — Генеральная классификация
1-й — Пролог (КГ)
5-й Volta Internacional Cova da Beira  (GP Beiras e Serra da Estrela) — Генеральная классификация
7-й Тур Калифорнии — Генеральная классификация
7-й Чемпионат мира — Индивидуальная гонка U23
2019
1-й  Джиро ди Сицилия  — Генеральная классификация
1-й  — Молодёжная классификация
1-й — Этап 3
3-й  Чемпионат мира — Индивидуальная гонка U23
7-й Тур Пуату — Шаранты  — Генеральная классификация
9-й Тур Омана  — Генеральная классификация
2020
4-й Вуэльта Сан-Хуана  — Генеральная классификация
7-й Вуэльта Андалусии  — Генеральная классификация